# Lupin den otrolige
Lupin den otrolige (japanska: ルパン三世 ルパンVS複製人間, Lupin Sansei: Lupin tai Kurōn) är en japansk animerad äventyrsfilm från 1978. Den är i regi av Sōji Yoshikawa, och filmen är internationellt känd via sitt engelska namn Lupin III: The Mystery of Mamo. 

## Handling
Poliskommissarie Zenigata får budet om att hans gamla ärkefiende gentlemannatjuven och kvinnokarlen Lupin III har dött. Så klart tror han inte på ett ord av det.
Zenigata beger sig till slottet Dracula för att se Lupins lik med sina egna ögon. Men när han äntligen anländer till slottet upptäcker han att Lupin inte alls är död utan i själva verket är mycket levande och förvirrad över varför han blivit dödförklarad. Nu är det upp till Lupin att samla ihop ledtrådarna till varför detta har hänt.

### Rollista (japanska)
| Rollfigur                   | Röst              |
| --------------------------- | ----------------- |
| Arsène Lupin III            | Yasuo Yamada      |
| Howard Lockewood (Mamo)     | Kō Nishimura      |
| Fujiko Mine                 | Eiko Masuyama     |
| Daisuke Jigen               | Kiyoshi Kobayashi |
| Goemon Ishikawa XIII        | Makio Inoue       |
| Kommissarie Koichi Zenigata | Gorō Naya         |
| Heinrich "Starky" Gissinger | Tōru Ōhira        |
| Special Agent Gordon        | Hidekatsu Shibata |
| Polischef                   | Kōsei Tomita      |
| Flinch                      | Shōzō Iizuka      |
| Vetenskapsman               | Ichirō Murakoshi  |
| Premier                     | Shunsuke Shima    |
| Poliskonstapel              | Yūji Mikimoto     |
| Egyptisk Polischef          | Haruo Minami      |
| President Jimmy Carter      | Fujio Akatsuka    |
| Boris (säkerhetschef)       | Ikki Kajiwara     |

## Produktion
Lupin den otrolige är den första långfilmen baserad på mangan om Lupin III, och därför skiljer sig vissa av rollfigurernas beteende i filmen med hur de beter sig i uppföljarna. Ett bra exempel på detta är Lupin själv; han är mycket mer kallblodig och hänsynslös än i uppföljaren Slottet i Cagliostro, där han är mer hjältemodig och ädel. Filmen har överlag mörkare tecknade rollfigurer som bedrar varann kors och tvärs utan någon som helst omtanke. 
Filmen släpptes i Japan under två olika titlar. Vid premiären 1978 syntes den som Lupin Sansei (ルパン三世 ), och senare relanserades den som Lupin Sansei: Rupan tai Kurōn (ルパン三世 ルパンVS) för skilja filmen från dess uppföljare.
Filmen släpptes på bio i Sverige under namnet Lupin den otrolige. Den gavs senare ut på hemvideo under titeln Lupin III den otrolige..